# Marcel Heister
Marcel Heister (Albstadt-Ebingen, 1992. július 27. –) német labdarúgó, a horvát NK Istra balhátvédje.

## Pályafutása

### Klubcsapatokban
Az Albstadt-Ebingenben született Heister a TSV Gammertingen csapatában kezdte pályafutását, mielőtt az SSV Reutlingen 05 csapatához igazolt volna. Tizennyolc éves korában került az 1899 Hoffenheim utánpótlás akadémiájához, ahol két idényt töltött a klub U19-es és tartalékcsapatában játszva.
2012 nyarán csatlakozott a horvát első osztályban szereplő Zadar csapatához. 2012. szeptember 1-jén debütált új csapatában az Istra elleni 1-1-es hazai döntetlen alkalmával, amikor a 80. percben Mario Bilent váltotta. A HNK Cibalia ellen öngólt vétett, majd 2013. február 22-én az NK Zagreb ellen megszerezte első gólját is a csapatban. Pályafutása elején támadó szellemű középpályás volt, azonban az idő előrehaladtával edzői inkább védekező feladatokkal látták el, nemritkán a védelemben helyet szorítva neki.
2014 nyarán az Istra játékosa lett.
2016. július 15-én az izraeli Bétár Jerusálajim szerződtette.

#### Ferencváros
2018. július 4-én a Ferencvárosi TC-hez írt alá. 2018 és 2021 között 97 tétmérkőzésen két gólt szerzett, 11 gólpasszt adott, az NB I-ben 70-szer lépett pályára az FTC színeiben, amellyel három bajnoki címet nyert, és szerepelt az Európa-liga, valamint a Bajnokok Ligája csoportkörében is.

#### Fehérvár
2021. június 16-án a MOL Fehérvár szerződtette. Az újonnan kiírt UEFA-konferencialiga selejtezőjében mutatkozott be új csapatában, július 8-án az örmény Ararat Jerevan ellen, és a 84. percben látványos góllal szerzett vezetést csapatának az 1–1-re végződő találkozón. A Fehérvár együttesében 56 találkozón lépett pályára az NB I-ben és a Magyar Kupában, további hét alkalommal pedig az Európa-konferencialigában.

#### Ludogorec
2023 júniusában a bolgár bajnok Ludogorechez igazolt.

## Magánélete
Heister horvát és dunai sváb származású, apai nagyszülei, Josef Heister és Danica Marić édesapjával költöztek Németországba Cernából.

## Sikerei, díjai
Ferencvárosi TC 
- Magyar bajnok (3): 2018–19,[11] 2019–20,[12] 2020–21[13]